# Faramundo
Faramundo (em francês: Pharamond ou Faramond; em latim: Pharamund; c. 370 — c. 431), é tido como o primeiro rei dos francos salianos e ancestral dos Merovíngios, embora ele seja possivelmente uma figura mais lendária que histórica. Segundo a obra anônima Liber Historiæ Francorum, ele era filho de Marcomero, e o primeiro rei dos francos 
Apenas os historiadores Próspero da Aquitânia e Martin Bouquet escreveram sobre seu reinado, em datas bastante posteriores.
Em 420, Faramundo supostamente conduziu seu povo na travessia do Reno na direção oeste. Esse movimento efetivamente separou sua tribo da tribo majoritária dos francos ripurianos, que se haviam  fixado próximo a Colônia.
Sua esposa foi Argotta. Faramundo foi sucedido por seu filho, Clódio, que se tornou rei dos francos em 431.

## Genealogia
Filho de Marcomero  e Frimutel ou Frimuta filha de Boaz "Anfortas" último rei do Santo Graal.
Marcomero era filho de Clódio, filho de Dagoberto, filho de Genebaldo, filho de Dagoberto.